# Israel nos Jogos Olímpicos de Inverno de 2022
Israel participa dos Jogos Olímpicos de Inverno de 2022, realizados em Pequim, na China.
É a oitava aparição do país em Olimpíadas de Inverno. É representado por seis atletas, sendo quatro homens e duas mulheres.

## Competidores
| Esporte                                | Masculino | Feminino | Total |
| -------------------------------------- | --------- | -------- | ----- |
| Esqui alpino                           | 1         | 1        | 2     |
| Patinação artística                    | 2         | 1        | 3     |
| Patinação de velocidade em pista curta | 1         | 0        | 1     |
| Total                                  | 4         | 2        | 6     |

## Desempenho

### Esqui alpino
Masculino
| Atleta           | Evento         | Descida 1 | Descida 1 | Descida 2 | Descida 2 | Total   | Total | Total | Ref.  |
| Atleta           | Evento         | Tempo     | Pos.      | Tempo     | Pos.      | Tempo   | Dif.  | Pos.  | Ref.  |
| ---------------- | -------------- | --------- | --------- | --------- | --------- | ------- | ----- | ----- | ----- |
| Barnabás Szőllős | Downhill       | —         | —         | —         | —         | 1:46.88 | +4.19 | 30    | [ 4 ] |
| Barnabás Szőllős | Combinado      | 1:45.04   | 11        | 48.14     | 2         | 2:33.18 | +1.75 | 6     | [ 5 ] |
| Barnabás Szőllős | Slalom         | 56.83     | 28        | 51.88     | 23        | 1:48.71 | +4.62 | 23    | [ 6 ] |
| Barnabás Szőllős | Slalom gigante | 1:07.89   | 28        | 1:10.04   | 21        | 2:17.93 | +8.58 | 22    | [ 7 ] |
| Barnabás Szőllős | Super-G        | —         | —         | —         | —         | 1:24.28 | +4.34 | 30    | [ 8 ] |

Feminino
| Atleta      | Evento         | Descida 1 | Descida 1 | Descida 2 | Descida 2 | Total   | Total  | Total | Ref.   |
| Atleta      | Evento         | Tempo     | Pos.      | Tempo     | Pos.      | Tempo   | Dif.   | Pos.  | Ref.   |
| ----------- | -------------- | --------- | --------- | --------- | --------- | ------- | ------ | ----- | ------ |
| Noa Szőllős | Slalom         | 58.21     | 45        | 59.13     | 41        | 1:57.34 | +12.36 | 41    | [ 9 ]  |
| Noa Szőllős | Slalom gigante | 1:04.90   | 42        | DNF       | DNF       | DNF     | DNF    | DNF   | [ 10 ] |
| Noa Szőllős | Super-G        | —         | —         | —         | —         | 1:17.94 | +4.43  | 34    | [ 11 ] |

### Patinação artística
Masculino
| Atleta          | Evento     | Programa curto | Programa curto | Patinação livre | Patinação livre | Total       | Total       | Ref.   |
| Atleta          | Evento     | Pontos         | Pos.           | Pontos          | Pos.            | Pontos      | Pos.        | Ref.   |
| --------------- | ---------- | -------------- | -------------- | --------------- | --------------- | ----------- | ----------- | ------ |
| Alexei Bychenko | Individual | 68.01          | 26             | Não avançou     | Não avançou     | Não avançou | Não avançou | [ 12 ] |

Misto
| Atleta                          | Evento | Programa curto | Programa curto | Patinação livre | Patinação livre | Total  | Total | Ref. |
| Atleta                          | Evento | Pontos         | Pos.           | Pontos          | Pos.            | Pontos | Pos.  | Ref. |
| ------------------------------- | ------ | -------------- | -------------- | --------------- | --------------- | ------ | ----- | ---- |
| Hailey Kops Evgeni Krasnopolski | Duplas |                |                |                 |                 |        |       |      |

### Patinação de velocidade em pista curta
Masculino
| Atleta            | Evento | Eliminatórias | Eliminatórias | Quartas     | Quartas     | Semifinal   | Semifinal   | Final       | Final | Ref.   |
| Atleta            | Evento | Tempo         | Pos.          | Tempo       | Pos.        | Tempo       | Pos.        | Tempo       | Pos.  | Ref.   |
| ----------------- | ------ | ------------- | ------------- | ----------- | ----------- | ----------- | ----------- | ----------- | ----- | ------ |
| Vladislav Bykanov | 500 m  | 40.900        | 2 Q           | 41.157      | 3           | Não avançou | Não avançou | Não avançou | 12    | [ 13 ] |
| Vladislav Bykanov | 1000 m | 1:24.875      | 4             | Não avançou | Não avançou | Não avançou | Não avançou | Não avançou | 24    | [ 14 ] |
| Vladislav Bykanov | 1500 m | —             | —             | 2:09.932    | 4 q         | 2:13.491    | 6           | Não avançou | 17    | [ 15 ] |

Legenda
| Recorde mundial      | Recorde mundial (World record)               |                       | Recorde africano                      | Recorde africano (African) |                                           | Q | Classificado por posição (Qualified) |
| Recorde olímpico     | Recorde olímpico (Olympic record)            | Recorde da América    | Recorde da América (Americas)         | q                          | Classificado por melhor tempo (Qualified) |   |                                      |
| Melhor marca do ano  | Melhor marca do ano (World leading)          | Recorde asiático      | Recorde asiático (Asian)              | DNS                        | Não largou (Did not start)                |   |                                      |
| Recorde nacional     | Recorde nacional (National record)           | Recorde europeu       | Recorde europeu (European)            | DNF                        | Não terminou (Did not finish)             |   |                                      |
| Recorde pessoal      | Recorde pessoal do atleta (Personal best)    | Recorde da Oceania    | Recorde da Oceania (Oceania)          | DSQ / DQ                   | Desclassificado (Disqualified)            |   |                                      |
| Recorde da temporada | Recorde da temporada do atleta (Season best) | Recorde sul-americano | Recorde sul-americano (South America) | NM                         | Sem marca (No mark)                       |   |                                      |